# ОШ „Вељко Дугошевић” Рума
ОШ „Вељко Дугошевић” је једна од градских школа у Руми, основана је 1950. године, одлуком Повереништва за просвету и културу општине Рума. Име Вељка Дугошевића, суграђанина и народног хероја Југославије, носи од 1953. године.
Зграда школе саграђена је 1896. године као наменска зграда, у којој је до 1941. године, радила Немачка основна школа. Почетком Другог светског рата, одласком Немаца –становника Руме, школа је престала да ради и током ратних година у школи је била смештена болница. Од 1946. године у школи је седиште Пољопривредне школе.
Школске 1964/1965. године матичној школи у Руми, припојене су две четвороразредне подручне школе у селу Вогањ и Стејановци. У матичној школи такође ради и одељење специјалног образовања и васпитања.